# Carlos Sansores
Carlos Adrián Sansores Acevedo, född 25 juni 1997 i Chetumal, är en mexikansk taekwondoutövare. 

## Karriär
I juli 2018 tog Sansores guld i +87 kg-klassen vid panamerikanska mästerskapen i Spokane. Samma månad tog han silver i +87 kg-klassen vid centralamerikanska och karibiska spelen i Barranquilla efter en finalförlust mot kubanske Robelis Despaigne. I maj 2019 tog Sansores silver i +87 kg-klassen vid VM i Manchester efter en finalförlust mot kubanske Rafael Alba. I juli 2019 tog han brons i +80 kg-klassen vid panamerikanska spelen i Lima.
I juni 2021 tog Sansores brons i +87 kg-klassen vid panamerikanska mästerskapen i Cancún. Följande månad tävlade han vid OS i Tokyo men blev utslagen i åttondelsfinalen i +80 kg-klassen av kroatiske Ivan Šapina. I november 2022 vid VM i Guadalajara tog Sansores sitt första VM-guld i +87 kg-klassen efter att ha besegrat spanske Iván García i finalen. Följande månad tog han silver i +80 kg-klassen vid Grand Prix-finalen i Riyadh efter en finalförlust mot ivorianske Cheick Sallah Cissé.
I juni 2023 tog Sansores silver i +87 kg-klassen vid VM i Baku efter en finalförlust mot ivorianske Cheick Sallah Cissé. Följande månad tog han även silver i +80 kg-klassen vid centralamerikanska och karibiska spelen i San Salvador efter en finalförlust mot kubanske Rafael Alba. I september 2023 tog Sansores brons i +80 kg-klassen vid Grand Prix i Paris. Följande månad tog han guld i +87 kg-klassen vid panamerikanska spelen i Santiago efter att ha besegrat amerikanske Jonathan Healy i finalen.